# ExpedienTV
ExpedienTV fue un programa de televisión chileno documental y de investigación, emitido por TVN y producido junto a Nueva Imagen desde el 4 de enero al 22 de marzo de 2005. Presentado por Jaime Coloma, el programa contaba la historia de programas históricos del canal, con mención a programas similares de otros canales, teniendo el testimonio de sus protagonistas. Su única temporada contó con solo 11 episodios, los cuales lograron liderar en su emisión siendo elogiado por el público y parte de la crítica.

## Episodios
| N.º | Título                 | Fecha de emisión original | Índice de audiencia |
| --- | ---------------------- | ------------------------- | ------------------- |
| 1   | «Festival de la 1»     | 4 de enero de 2005        | 26.0                |
| 2   | «Jappening con Ja»     | 11 de enero de 2005       | 22.9                |
| 3   | «Sabor latino»         | 18 de enero de 2005       | —                   |
| 4   | «Teletón 78’»          | 25 de enero de 2005       | —                   |
| 5   | «Amores de mercado»    | 1 de febrero de 2005      | —                   |
| 6   | «Mea culpa»            | 8 de febrero de 2005      | —                   |
| 7   | «Informe especial»     | 22 de febrero de 2005     | —                   |
| 8   | «Programas infantiles» | 1 de marzo de 2005        | —                   |
| 9   | «Porque hoy es sábado» | 8 de marzo de 2005        | —                   |
| 10  | «Vamos a ver»          | 15 de marzo de 2005       | —                   |
| 11  | «Musicales»            | 22 de marzo de 2005       | —                   |